# Euplexia delineata
Euplexia delineata là một loài bướm đêm trong họ Noctuidae.